# Catsuit

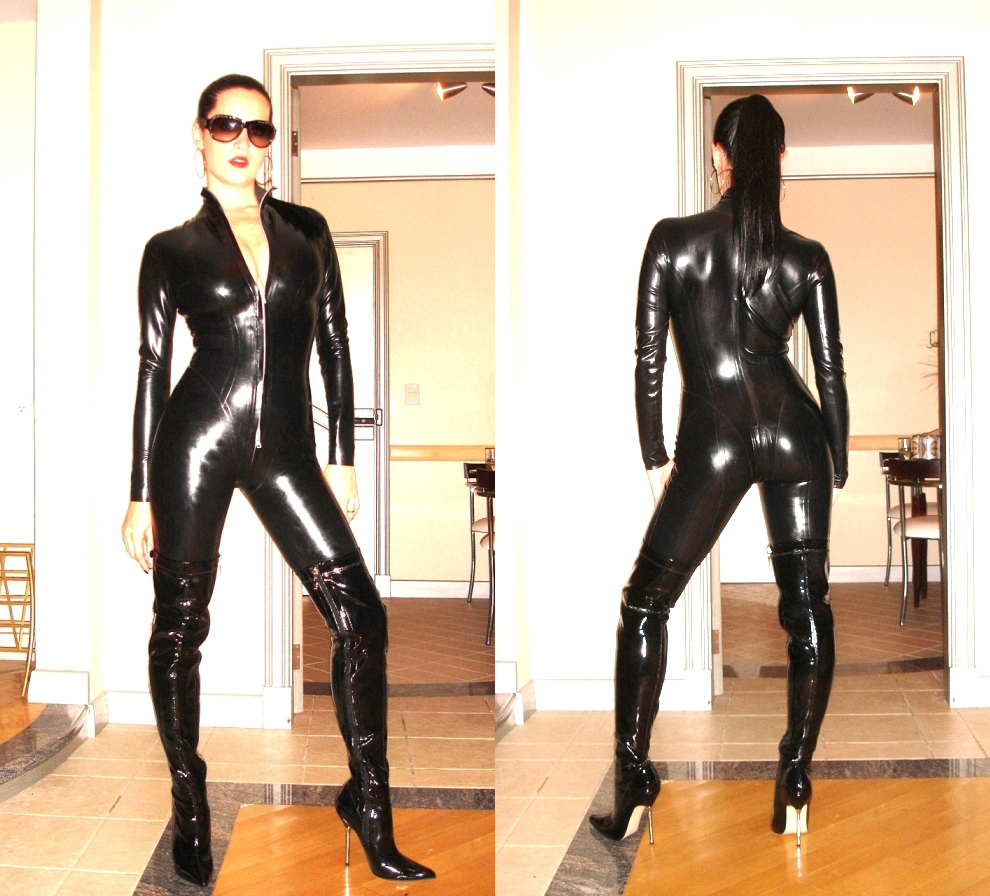
En kvinna i en svart latex catsuit och stövlar.

Catsuit är ett klädesplagg som bäst kan beskrivas som en tajt overall. Vanligtvis har en catsuit långa ärmar och ben. Ibland har plagget även en krage som gör att den måste utrustas med en dragkedja för att bäraren ska kunna komma i dräkten. En catsuit är för formbarheten ofta gjord av ett elastiskt material som exempelvis lycra eller latex.
Catsuitar används ofta av idrottare och dansare. Dessa dräkter har ibland kortare ärmar och/eller ben. Catsuitar används också under våtdräkter för att lättare komma i dessa samt ibland även av artister.
Plagget har en framträdande roll i BDSM- och  fetischkretsar. I sådana sammanhang är en catsuit ofta tillverkad av latex, textil bestruken med PVC-plast (även kallat lack) eller läder. Beroende på material får catsuiten en mer eller mindre blank och glänsande yta. Är catsuiten gjord av latex krävs dock ett särskilt putsningsmedel för att den ofta efterfrågade glansen skall framträda.

## Filmer

### Större
Filmer där någon huvudperson i en betydande del av filmen bär catsuit:
- Avengers
- Batman Returns
- Irma Vep
- Kill Bill: Volume 1 och Kill Bill: Volume 2
- Razor Blade Smile
- Underworld

### Mindre
Filmer där någon av karaktärer vid något tillfälle bär catsuit:
- Mean Girls
- Shooting Fish
- Stjärnor utan hjärnor (Jay and Silent Bob strike back)